# Дир-Лейк (Ньюфаундленд и Лабрадор)
Дир-Лейк (англ. Deer Lake) — небольшой город (town) на острове Ньюфаундленд (провинция Ньюфаундленд и Лабрадор, Канада).

## География

### Общие сведения
Город Дир-Лейк (с англ. — «Оленье озеро») расположен примерно в 50 км к северо-востоку от Корнер-Брука и в 300 км к западу от Гандера. Находится в западной части острова Ньюфаундленд, у северо-восточной оконечности одноимённого озера Дир-Лейк, недалеко от впадения в него реки Хамбер.
Дир-Лейк находится на Трансканадском шоссе. Около Дир-Лейка от Трансканадского шоссе ответвляется автомобильная дорога, которая идёт к заливу Бонн, национальному парку Грос-Морн, побережью Большого Северного полуострова и далее к паромной переправе на полуостров Лабрадор.
Площадь города составляет 73,23 км².

### Климат
Согласно классификации климатов Кёппена, климат Дир-Лейка относится к типу Dfb — континентальный климат с тёплым летом.
| Показатель                    | Янв.  | Фев.  | Март | Апр. | Май   | Июнь | Июль | Авг.  | Сен.  | Окт.  | Нояб. | Дек.  | Год    |
| ----------------------------- | ----- | ----- | ---- | ---- | ----- | ---- | ---- | ----- | ----- | ----- | ----- | ----- | ------ |
| Абсолютный максимум, °C       | 16,5  | 14,0  | 19,0 | 23,0 | 28,0  | 33,0 | 35,6 | 32,2  | 29,0  | 23,3  | 21,1  | 16,7  | 35,6   |
| Средний суточный максимум, °C | −3,1  | −3,4  | 0,7  | 6,3  | 12,9  | 18,0 | 21,9 | 21,6  | 17,0  | 10,4  | 4,6   | −0,7  | 8,9    |
| Средняя температура, °C       | −7,2  | −8    | −4,1 | 1,9  | 7,4   | 12,2 | 16,5 | 16,4  | 12,3  | 6,6   | 1,5   | −3,3  | 4,4    |
| Средний суточный минимум, °C  | −11,2 | −12,7 | −8,8 | −2,5 | 1,9   | 6,4  | 11,0 | 11,3  | 7,5   | 2,7   | −1,6  | −6,6  | −0,2   |
| Абсолютный минимум, °C        | −33,9 | −37,2 | −35  | −22  | −10,6 | −4,4 | −0,6 | −2,2  | −5    | −10,5 | −20,6 | −29,4 | −37,2  |
| Норма осадков, мм             | 109,8 | 83,5  | 71,7 | 70,1 | 89,2  | 88,3 | 98,5 | 109,9 | 106,2 | 105,7 | 101,3 | 97,3  | 1131,5 |
| Источник: www.weatherbase.com |       |       |      |      |       |      |      |       |       |       |       |       |        |

## История
Озеро Дир-Лейк, давшее имя городу, получило своё название потому, что каждый год его пересекали большие стада северных оленей (карибу), мигрировавших с Большого Северного полуострова вглубь острова Ньюфаундленд. В 1864 году (по другим данным, в 1867 году) лесозаготовитель Джордж Аарон Николс (George Aaron Nichols) и его семья, переселившиеся с острова Кейп-Бретон (Новая Шотландия), стали первыми поселенцами в районе будущего города. Они обосновались недалеко от места впадения реки Хамбер в озеро Дир-Лейк (ныне Николсвилл, в составе города Дир-Лейк). Вначале поселенцы занимались лесозаготовками и рыбной ловлей, затем стали осваивать сельское хозяйство.
Строительство Дир-Лейка было начато в 1922 году в связи с возведением гидроэлектростанции, находящейся на канале, отводящем воду из озера Гранд-Лейк в озеро Дир-Лейк. Окончательное решение о строительстве гидроэлектростанции было принято в 1923 году. Основной целью проекта было электроснабжение целлюлозно-бумажной фабрики в Корнер-Бруке. На строительстве плотины, канала и гидроэлектростанции, проходившем в 1923—1925 годах при участии International Pulp and Paper Company, было занято до трёх тысяч человек, для которых был построен рабочий лагерь, на месте которого впоследствии и появился населённый пункт.
В 1950 году Дир-Лейк получил статус небольшого города (town). Первым мэром города стал Фил Ходдер (Phil Hodder).
В 1955 году рядом с Дир-Лейком была построена взлётно-посадочная полоса с гравийным покрытием. В 1963 году была сооружена полоса с твёрдым покрытием, а также был построен пассажирский терминал аэропорта Дир-Лейк, который со временем превратился в главный аэропорт региона.
В 1994 году в состав Дир-Лейка были включены близлежащие поселения Николсвилл (Nicholsville) и Спиллуэй (Spillway).

## Население
Согласно переписи населения 2016 года, население Дир-Лейка составляло 5249 человек, 48,3 % мужчин и 51,7 % женщин. Средний возраст жителей Дир-Лейка составлял 44,8 лет.
| 1976 | 1986 | 1991 | 1996 | 2001 | 2006 | 2011 | 2016 |
| ---- | ---- | ---- | ---- | ---- | ---- | ---- | ---- |
| 4546 | 4233 | 5161 | 5222 | 4769 | 4827 | 4995 | 5249 |

## Туризм
В городе развит туристический бизнес. Часть водно-болотных угодий для водоплавающих птиц и других диких животных, расположенных возле озера и в верховьях реки Хамбер, входят в состав Национального парка Грос-Морн.
Пляж озера Дир-Лейк — излюбленное место отдыха гостей и жителей города. Город Дир-Лейк считается центром Ньюфаундленда для путешествий на снегоходах (англ. Snowmobile Hub of Newfoundland).
Каждый год в июле в городе проходит муниципальный праздник — День Дир-Лейка, а также один из самых продолжительных фестивалей на Ньюфаундленде и Лабрадоре — фестиваль клубники.

## Фотогалерея
- Мост в Николсвилле
- Здание Армии спасения
- Здание аэропорта Дир-Лейк